# مانويل بليري
مانويل بليري (Manuel Belleri)، (بريشا، 29 أغسطس 1977)، لاعب كرة قدم إيطالي.
بدأ مسيرته الكروية مع نادي لوميدزاني في عام 1993، ولعب معهم حتى عام 1999، وشارك معهم في 105 مباريات وسجل 5 أهداف، وفي عام 1999 انتقل إلى نادي إمبولي، ولعب معهم حتى عام 2004، وشارك معهم في 157 مباراة وسجل 5 أهداف، وفي موسم 2004/2005 انتقل إلى نادي أودينيزي، ولعب معهم 20 مباراة، ومنذ عام 2005 وهو يلعب مع نادي لاتسيو.

## روابط خارجية
- مانويل بليري على موقع قاعدة بيانات كرة القدم.إي يو (الإنجليزية)
- مانويل بليري على موقع Soccerway.com (الإنجليزية)
- مانويل بليري على موقع كووورة